# Торрес, Иван Артуро
Иван Артуро То́ррес Риве́рос (исп. Iván Arturo Torres Riveros; 27 февраля 1991, Асунсьон) — парагвайский футболист, полузащитник клуба «Олимпия» (Асунсьон) и сборной Парагвая.

## Карьера

### Клубная
Иван является воспитанником «Серро Портеньо», за основной состав которого он дебютировал 22 мая 2010 года выйдя на замену на 57 минуте встречи с «Гуарани». 5 сентября того же года полузащитник отметился первым забитым мячом.
В 2011 году в составе «Серро Портеньо» достиг полуфинала Кубка Либертадорес, где по результатам двухматчевого противостояния парагвайский клуб уступил будущему победителю турнира, бразильскому «Сантосу». В 2012 году Торрес стал победителем Апертуры, а в 2013 Клаусуры.
В сезоне 2014 года Иван Артуро потерял место в основном составе «Портеньо», и руководство клуба решило не продлевать с полузащитником контракт, истекающий 30 сентября 2014.
22 декабря 2014 года Торрес подписал двухлетний договор с «Олимпией» из Асунсьона. Дебютную встречу за столичный клуб полузащитник провёл 2 февраля 2015 года против «Рубио Нью». 5 апреля 2015 вновь в матче против «Рубио Нью» Иван забил первый мяч в новом клубе.

### В сборной
В составе молодёжной сборной Парагвая Торрес участвовал в молодёжном чемпионате Южной Америки 2011. На турнире полузащитник принял участие в 4 матчах и отметился одним забитым мячом в ворота сборной Боливии.

## Достижения
Серро Портеньо
- Чемпион Парагвая (2): Апертура 2012, Клаусура 2013